# IEEE Alexander Graham Bell Medal

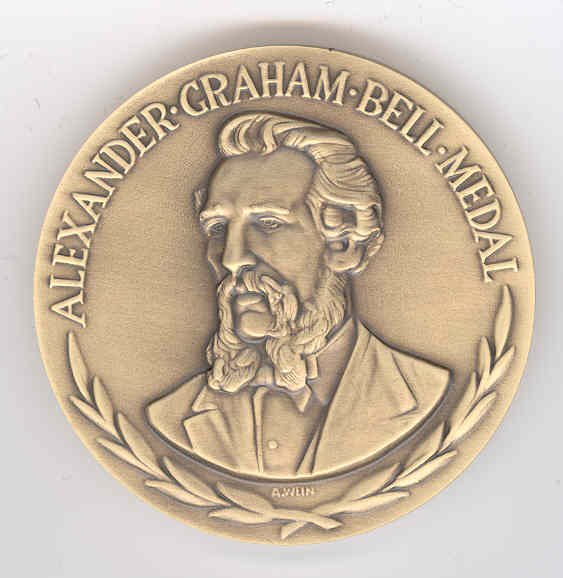
Alexander Graham Bell Medal

Die IEEE Alexander Graham Bell Medal des IEEE ist ein Preis für Telekommunikation und auf diesem Gebiet die höchste Auszeichnung des IEEE. Sie ist nach Alexander Graham Bell benannt, dem Miterfinder des Telefons. Sie wird seit 1976 an Einzelpersonen oder an ein Team aus zwei oder drei Personen verliehen.

## Preisträger
- 1976 Amos E. Joel Jr., William Keister, Raymond W. Ketchledge
- 1977 Eberhardt Rechtin
- 1978 M. Robert Aaron, John S. Mayo, Eric E. Sumner
- 1979 A. Christian Jacobaeus
- 1980 Richard R. Hough
- 1981 David Slepian
- 1982 Harold A. Rosen
- 1983 Stephen O. Rice
- 1984 Andrew J. Viterbi
- 1985 Charles Kuen Kao
- 1986 Bernard Widrow
- 1987 Joel S. Engel, Richard H. Frenkiel, William C. Jakes, Jr.
- 1988 Robert M. Metcalfe
- 1989 Gerald R. Ash, Billy B. Oliver
- 1990 Paul Baran
- 1991 C. Chapin Cutler, John O. Limb, Arun N. Netravali
- 1992 James Massey
- 1993 Donald C. Cox
- 1994 Hiroshi Inose
- 1995 Irwin M. Jacobs
- 1996 Tadahiro Sekimoto
- 1997 Vinton G. Cerf, Robert E. Kahn
- 1998 Richard E. Blahut
- 1999 David G. Messerschmitt
- 2000 Wladimir Kotelnikow
- 2001 nicht verliehen
- 2002 Tsuneo Nakahara
- 2003 Joachim Hagenauer
- 2004 nicht verliehen
- 2005 Jim K. Omura
- 2006 John Wozencraft
- 2007 Norman Abramson
- 2008 Gerard J. Foschini
- 2009 Robert J. McEliece
- 2010 John Cioffi
- 2011 Arogyaswami Paulraj
- 2012 Leonard Kleinrock
- 2013 Andrew Chraplyvy, Robert Tkach
- 2014 Dariush Divsalar
- 2015 Frank Kelly
- 2016 Roberto Padovani
- 2017 H. Vincent Poor
- 2018 Nambirajan Seshadri
- 2019 Teresa Huai-Ying Meng
- 2020 Rajiv Laroia
- 2021 Nicholas M. McKeown
- 2022 P. R. Kumar
- 2023 Ingeborg J. Hochmair-Desoyer, Erwin Hochmair
- 2024 Jennifer Rexford
- 2025 Richard D. Gitlin